# Richie Guerin
Richard Vincent Guerin (Nueva York, 29 de mayo de 1932) es un exjugador y entrenador de baloncesto estadounidense. Se graduó en Mount Saint Michael Academy (1950) en el Bronx y en Iona College en 1954. En Iona, anotó 1.375 puntos en 67 partidos.
Guerin fue uno de los mejores bases de la NBA de finales de los 50 y principios de los 60, cuando jugaba en New York Knicks. Entrenó a St. Louis Hawks/Atlanta Hawks durante varios años, llegando a recibir el trofeo al Mejor Entrenador de la NBA en 1971, con un récord de 327 victorias y 291 derrotas.
Fue miembro de la Marine Forces Reserve de 1947 a 1954, y en 2004 fue incluido en el Marine Corps Sports Hall of Fame.

## Trayectoria deportiva

### Universidad
Jugó durante tres temporadas con los Gaels del Iona College, en las que promedió 19,9 puntos por partido.

### Profesional

#### New York Knicks
Fue elegido en la decimoséptima posición del Draft de la NBA de 1954 por New York Knicks, pero no pudo incorporarse hasta 1956 debido a que tuvo que cumplir dos años el servicio militar en el Cuerpo de Marines de los Estados Unidos. Tras un año de adaptación, ya en la temporada 1957-58 se hizo con el puesto de titular, promediando 16,5 puntos, 7,8 rebotes y 5,0 asistencias por partido, que le valieron para disputar el primero de los seis All-Star en los que fue seleccionado.
Sus estadísticas no dejaron de mejorar, hasta completar la mejor temporada de su carrera como jugador, la 1961-62, en la que lideró al equipo en puntos, con 29,2, en asistencias, con 6,9, a lo que añadió 6,4 rebotes por partido. Esa temporada aparecería por tercera vez en el segundo mejor quinteto de la NBA.
Guerin disputó otra gran temporada al año siguiente, liderando al equipo en anotación con 21,5 puntos por partido, séptima mejor anotación de la liga. Fue además octavo en asistencias (4,4 por partido), y segundo en porcentaje de tiros libres (84,8%). A pesar de todo ello, tras dos partidos de la temporada 1963-64, la estrella del equipo de 31 años de edad fue traspasada a los St. Louis Hawks a cambio de una segunda ronda del Draft de la NBA de 1964 y 50.000 dólares. En su primer partido en el Madison Square Garden como visitante, la afición de los Knicks lemostró su gratitud con una ovación de más de cinco minutos.

#### St. Louis/Atlanta Hawks
En los Hawks se encontró con una plantilla repleta de jugadores muy efectivos en ataque, como sobre todo Bob Pettit, y también Zelmo Beaty o Cliff Hagan, por lo que sus números bajaron hasta los 13,1 puntos y 4,8 asistencias por partido. Al año siguiente se convertiría en el décimo entrenador en nueve temporadas de los Hawks, reemplazando a Harry Gallatin para ejercer como jugador-entrenador.
Jugó dos temporadas más, promediando 14,9 puntos en la 1965-66 y 13,8 en la 1966-67. Después de que fuera elegido por los Seattle Supersonics en el draft de expansión, anunció su retirada como jugador, centrando sus esfuerzos en el cargo de entrenador, llevando a los Hawks a acabar con 56 victorias y 26 derrotas y campeones de la División Oeste, siendo elegido Entrenador del Año de la NBA.
Los Hawks se movieron a Atlanta en 1968, y los Sonics devolvieron sus derechos como jugador a cambio de Dick Smith, actuando de nuevo como jugador-entrenador, aunque sólo apareció en cancha en 27 partidos, en los que promedió 5,6 puntos y 3,7 rebotes. Al año siguiente apenas disputó ocho encuentros en temporada regular, y se despidió de las pistas en el cuarto partido de las finales de la División Oeste ante Los Angeles Lakers, en un partido en el que deslumbró a sus 37 años con 31 puntos, 5 rebotes y 3 asistencias, pero que no pudieron evitar el rotundo 4-0 que les endosó el equipo californiano para acceder a las Finales.

## Estadísticas de su carrera en la NBA

### Temporada regular
| Año      | Equipo    | PJ  | MPP  | TC%  | TL%   | RPP | APP | PPP  |
| -------- | --------- | --- | ---- | ---- | ----- | --- | --- | ---- |
| 1956–57  | New York  | 72  | 24.9 | .368 | .620  | 4.6 | 2.5 | 9.7  |
| 1957–58  | New York  | 63  | 37.6 | .354 | .691  | 7.8 | 5.0 | 16.5 |
| 1958–59  | New York  | 71  | 36.0 | .424 | .802  | 7.3 | 5.1 | 18.2 |
| 1959–60  | New York  | 74  | 32.8 | .420 | .773  | 6.8 | 6.3 | 21.8 |
| 1960–61  | New York  | 79  | 38.3 | .396 | .792  | 7.9 | 6.4 | 21.8 |
| 1961–62  | New York  | 78  | 42.9 | .442 | .820  | 6.4 | 6.9 | 29.5 |
| 1962–63  | New York  | 79  | 34.3 | .432 | .848  | 4.2 | 4.4 | 21.5 |
| 1963–64  | New York  | 2   | 13.0 | .688 | .800  | 1.5 | 2.0 | 13.0 |
| 1963–64  | St. Louis | 78  | 30.0 | .410 | .819  | 3.2 | 4.8 | 13.1 |
| 1964–65  | St. Louis | 57  | 29.4 | .446 | .767  | 2.6 | 4.8 | 14.4 |
| 1965–66  | St. Louis | 80  | 29.5 | .415 | .812  | 3.9 | 4.9 | 14.9 |
| 1966–67  | St. Louis | 80  | 28.4 | .436 | .731  | 2.4 | 4.3 | 13.7 |
| 1968–69  | Atlanta   | 27  | 17.5 | .423 | .770  | 2.2 | 3.7 | 5.6  |
| 1969–70  | Atlanta   | 8   | 8.0  | .273 | 1.000 | 0.3 | 1.5 | 0.9  |
| Total    | Total     | 848 | 32.4 | .416 | .780  | 5.0 | 5.0 | 17.3 |
| All-Star | All-Star  | 6   | 20.3 | .411 | .654  | 3.2 | 3.0 | 10.5 |

### Playoffs
| Año   | Equipo    | PJ | MPP  | TC%  | TL%   | RPP | APP  | PPP  |
| ----- | --------- | -- | ---- | ---- | ----- | --- | ---- | ---- |
| 1959  | New York  | 2  | 38.5 | .257 | .857  | 9.0 | 7.5  | 15.0 |
| 1964  | St. Louis | 12 | 35.7 | .444 | .788  | 4.2 | 4.1  | 18.1 |
| 1965  | St. Louis | 4  | 31.3 | .385 | .760  | 2.0 | 5.3  | 17.3 |
| 1966  | St. Louis | 10 | 39.9 | .453 | .816  | 3.7 | s7.9 | 20.6 |
| 1967  | St. Louis | 9  | 25.3 | .419 | .800  | 2.6 | 4.3  | 10.7 |
| 1969  | Atlanta   | 3  | 10.7 | .250 | .500  | 1.7 | 2.3  | 1.0  |
| 1970  | Atlanta   | 2  | 28.0 | .619 | 1.000 | 4.0 | 2.0  | 16.5 |
| Total | Total     | 42 | 32.0 | .429 | .803  | 3.5 | 5.1  | 15.6 |